# Подільська (станція метро)
50°28′31.00″ пн. ш. 30°30′16.16″ сх. д. / 50.4752778° пн. ш. 30.5044889° сх. д.
«Поді́льська» — майбутня станція Подільсько-Вигурівській лінії Київського метрополітену, що буде розташована між станціями «Глибочицька» та «Суднобудівна». Згідно з проєктом буде розміщена на Подолі, вздовж Набережно-Лугової вулиці поблизу її перетину з Межигірською вулицею. Після станції «Подільська» лінія вздовж Набережно-Лугової вулиці виходить з мілкого закладання на естакаду, сумісну з автодорогою, та міст через Гавань Подільського мостового переходу.

## Конструкція
Станцію планується будувати колонною, мілкого закладання. Облаштування станції «Подільська» планується виконати в основному з природного каменю. Колійні стіни будуть облицьовані кольоровим мармуром, підлога платформи — із шліфованого граніту.
Станція матиме два підземні вестибюлі. Східний вестибюль, сполучений з платформою станції ліфтом і трьома стрічками ескалаторів висотою підйому 10,8 м, матиме виходи до міста поблизу перетину Набережно-Лугової та Оленівської вулиць.

## Пересадка
З західної сторони станції чотирма стрічками ескалаторів висотою підйому 10,8 м платформа сполучається з пересадочним вестибюлем, з якого підземні переходи ведуть до пересадки на станцію «Тараса Шевченка» Оболонсько-Теремківської лінії. В перспективі з цього пересадочного вестибюля планується спорудити вихід на поверхню на Набережно-Лугову вулицю.
З середини платформи станції сходами висотою 3,36 м пасажир зможе потрапити в підземний перехід другого пересадочного вузла між станціями, в якому буде встановлено три стрічки ескалаторів висотою підйому 7,6 м.

## Будівництво
Згідно проєктної документації з будівництва дільниці Подільсько-Вигурівської лінії метрополітену від станції «Глибочицька» до станції «Райдужна» з відгалуженням у бік житлового масиву Вигурівщина-Троєщина, станція «Подільська» входить в першу чергу будівництва.
Плановий термін будівництва за наявності фінансування становить 62 місяці, тобто відкриття станції планується після 2027-28 року, в складі першої черги Подільсько-Вигурівської лінії.
Станом на початок 2025 року спорудження станції не розпочате.